# Eudorylas kozaneki
Eudorylas kozaneki är en tvåvingeart som beskrevs av De Meyer 1993. Eudorylas kozaneki ingår i släktet Eudorylas och familjen ögonflugor.
Artens utbredningsområde är Schweiz. Inga underarter finns listade i Catalogue of Life.